# Srezojevci
Srezojevci (cyr. Срезојевци) – wieś w Serbii, w okręgu morawickim, w gminie Gornji Milanovac. W 2011 roku liczyła 337 mieszkańców.